# Карлос Кабезас
Карлос Кабезас (шп. Carlos Eduardo Cabezas Jurado; Малага, 14. новембар 1980) је бивши шпански кошаркаш. Играо је на позицији плејмејкера.

## Успеси

### Клупски
- Малага:
  - Куп Радивоја Кораћа (1): 2000/01.
  - Првенство Шпаније (1): 2004/05.
  - Куп Шпаније (1): 2005.

### Репрезентативни
- Европско првенство до 18 година:  1998.
- Светско првенство до 19 година:  1999.
- Европско првенство до 20 година:  2000.
- Светско првенство:  2006.
- Европско првенство:  2007,  2009.